# Gare de Sausset-les-Pins
Gare de Sausset-les-Pins – stacja kolejowa w Sausset-les-Pins, w departamencie Delta Rodanu, w regionie Prowansja-Alpy-Lazurowe Wybrzeże, we Francji.
Jest przystankiem Société nationale des chemins de fer français (SNCF), obsługiwanym przez pociągi TER Provence-Alpes-Côte d’Azur.

## Położenie
Stacja znajduje się na linii Miramas – L’Estaque, w km 851,170, na wysokości 23 m, pomiędzy stacjami La Couronne-Carro i Carry-le-Rouet.

## Linie kolejowe
- Linia Miramas – L’Estaque